# 20 Batalion Celny
20 Batalion Celny – jednostka organizacyjna formacji granicznych II Rzeczypospolitej.

## Formowanie i zmiany organizacyjne
Na podstawie rozkazu Ministra Spraw Wojskowych nr 3046/Org z dnia 24 marca 1921 w miejsce batalionów wartowniczych i batalionów etapowych utworzone zostały bataliony celne. 20 batalion celny powstał w granicach DOG Pomorze, a zorganizowano go na bazie 2/VIII batalionu wartowniczego. Etat batalionu wynosił 14 oficerów i 600 szeregowych. Podlegał Komendzie Głównej Batalionów Celnych, a pod względem politycznym Ministrowi Spraw Wewnętrznych.
Mimo że batalion był w całym tego słowa znaczeniu oddziałem wojskowym, nie wchodził on w skład pokojowego etatu armii. Uniemożliwiało to uzupełnianie z normalnego poboru rekruta. Ministerstwo Spraw Wojskowych zarówno przy ich formowaniu, jak i uzupełnianiu przydzielało mu często żołnierzy podlegających zwolnieniu, oficerów rezerwy oraz szeregowców i oficerów zakwalifikowanych przez dowództwa okręgów generalnych jako nie nadających się do dalszej służby wojskowej.
W listopadzie 1921 Ministerstwo Spraw Wewnętrznych postanowiło powołać brygady celne. 20 batalion celny znalazł się w strukturze 1 Brygady Celnej. 
21 stycznia 1922 o godzinie 12:00 20 batalion celny został zluzowany  przez nowo powstały Inspektorat Straży Celnej „Chojnice” . Batalion został rozwiązany, a jego 3 kompania celna miała początkowo wejść w struktury 9 batalionu celnego stacjonującego w Oświęcimiu. Ostatecznie rozkaz zmieniono i przydzielono kompanię do 12 batalionu celnego stacjonującego w Stryju . W lutym 1922 w podporządkowanie 11 batalionu celnego weszła kompania celna z byłego 20 batalionu celnego. Otrzymała numer 5/11 bc.

## Służba celna
17 maja 1921 Główna Komenda Batalionów Celnych zarządziła zmiany dyslokacyjne batalionów. 3 batalion celny miał ochraniać odcinek granicy od Prądzony do Walentynowa. Sztab batalionu rozlokowany miał być w Chojnicach.
Odcinek batalionowy podzielony był na cztery pododcinki, które obsadzały kompanie wystawiające posterunki i patrole. Posterunki wystawiano wzdłuż linii granicznej w taki sposób, by mogły się nawzajem widzieć w dzień. W tym zakresie batalion współpracował z posterunkami i patrolami Policji Państwowej. Współpraca polegała na tym, że te pierwsze wystawiały wzdłuż linii granicznej stale posterunki i patrole, natomiast policja tworzyła je w głębi strefy, poza linią graniczną. W zakresie ochrony granicy batalion podlegał staroście.
Sąsiednie bataliony
3 batalion celny w Kościerzynie ⇔ 15 batalion celny w Chodzieży – VI 1921

## Kadra batalionu
Dowódcy batalionu:
| stopień   | imię i nazwisko, numer    | okres pełnienia służby | kolejne stanowisko |
| --------- | ------------------------- | ---------------------- | ------------------ |
| mjr pd SG | Wincenty Kwieciński       | VI – IX 1921           |                    |
| major     | Edward Odrowąż-Sypniewski | IX 1921 – I 1922       |                    |

## Struktura organizacyjna
| Ordre de Bataille 20 batalionu celnego w Chojnicach 27 lipca 1921 | Ordre de Bataille 20 batalionu celnego w Chojnicach 27 lipca 1921 | Ordre de Bataille 20 batalionu celnego w Chojnicach 27 lipca 1921 | Ordre de Bataille 20 batalionu celnego w Chojnicach 27 lipca 1921 | Ordre de Bataille 20 batalionu celnego w Chojnicach 27 lipca 1921 | Ordre de Bataille 20 batalionu celnego w Chojnicach 27 lipca 1921 |
| kompanie                                                          | 1. Brzeźno                                                        | 2. Konarzyny                                                      | 3. Charzykowy                                                     | 4. Płutowo                                                        | 2/15 bc Sypniewo                                                  |
| ----------------------------------------------------------------- | ----------------------------------------------------------------- | ----------------------------------------------------------------- | ----------------------------------------------------------------- | ----------------------------------------------------------------- | ----------------------------------------------------------------- |
| dowódcy                                                           | por. Bronisław Sarnowski                                          | por. Kostrzewski                                                  | por. Lucjan Skirfało                                              | por. Jan Szałagan                                                 | por. Franciszek Opioła                                            |
| placówki                                                          | Brzeźno                                                           | Zychce                                                            | leśniczówka                                                       | Edmund                                                            | Pustynia                                                          |
| placówki                                                          | Birkenstein                                                       | Konarzyny                                                         | Stendershof                                                       | Halka                                                             | Dorotowo                                                          |
| placówki                                                          | Wierzchocin                                                       | Ciecholewo                                                        | Szenfeld                                                          | Dąbrowa                                                           | Stebenka                                                          |
| placówki                                                          | Kobyla Góra                                                       | Babilon                                                           | Moszczenica                                                       | Witkowo                                                           | leśniczówka                                                       |
| placówki                                                          | Nowa Karczma                                                      |                                                                   | Derefowic                                                         | Blumfeld                                                          |                                                                   |

| Ordre de Bataille 20 batalionu celnego w Chojnicach na dzień 1 grudnia 1921 | Ordre de Bataille 20 batalionu celnego w Chojnicach na dzień 1 grudnia 1921 | Ordre de Bataille 20 batalionu celnego w Chojnicach na dzień 1 grudnia 1921 | Ordre de Bataille 20 batalionu celnego w Chojnicach na dzień 1 grudnia 1921 | Ordre de Bataille 20 batalionu celnego w Chojnicach na dzień 1 grudnia 1921 |
| kompanie                                                                    | 1. Brzeźno                                                                  | 2. Charzykowy                                                               | 3. Jerzmionki                                                               | 4. Sypniewo                                                                 |
| --------------------------------------------------------------------------- | --------------------------------------------------------------------------- | --------------------------------------------------------------------------- | --------------------------------------------------------------------------- | --------------------------------------------------------------------------- |
| dowódcy                                                                     | por. Bronisław Sarnowski                                                    | por. Lucjan Głodkowski                                                      | ppor. Ludwik Kawa                                                           | kpt. Mieczysław Polański                                                    |
| placówki                                                                    | Brzeźno                                                                     | Nowa Karczma                                                                | Stendershof                                                                 | Dąbrowo                                                                     |
| placówki                                                                    | Brzozowo                                                                    | Żychce                                                                      | Szenfeld                                                                    | Halka                                                                       |
| placówki                                                                    | Wierzchocin                                                                 | Konarzyny                                                                   | Moszczenica                                                                 | Edmund                                                                      |
| placówki                                                                    | Kełpin                                                                      | Ciechlewo                                                                   | Deręgowice                                                                  | Pustynia                                                                    |
| placówki                                                                    |                                                                             | Babilon                                                                     | Blumfeld                                                                    | Dorotowo                                                                    |
| placówki                                                                    | leśniczówka                                                                 | Witkowo                                                                     | Stebenka                                                                    |                                                                             |
| placówki                                                                    |                                                                             | Zamarte                                                                     | leśniczówka                                                                 |                                                                             |